# Virt
Virt is een Slowaakse gemeente in de regio Nitra, en maakt deel uit van het district Komárno.
Virt telt 317 inwoners.